# Martin Fenin
 Martin Fenin  [ˈmarcin ˈfɛɲin] és un futbolista txec. Va començar com a futbolista al FK Teplice.